# Alexander Pinwinkler
 (juin 2022).
La mise en forme du texte ne suit pas les recommandations de Wikipédia : il faut le « wikifier ».
Les points d'amélioration suivants sont les cas les plus fréquents :
- Les titres sont pré-formatés par le logiciel. Ils ne sont ni en capitales, ni en gras.
- Le texte ne doit pas être écrit en capitales (les noms de famille non plus), ni en gras, ni en italique, ni en « petit »…
- Le gras n'est utilisé que pour surligner le titre de l'article dans l'introduction, une seule fois.
- L'italique est rarement utilisé : mots en langue étrangère, titres d'œuvres, noms de bateaux, etc.
- Les citations ne sont pas en italique mais en corps de texte normal. Elles sont entourées par des guillemets français : « et ».
- Les listes à puces sont à éviter, des paragraphes rédigés étant largement préférés. Les tableaux sont à réserver à la présentation de données structurées (résultats, etc.).
- Les appels de note de bas de page (petits chiffres en exposant, introduits par l'outil «  Source ») sont à placer entre la fin de phrase et le point final[comme ça].
- Les liens internes (vers d'autres articles de Wikipédia) sont à choisir avec parcimonie. Créez des liens vers des articles approfondissant le sujet. Les termes génériques sans rapport avec le sujet sont à éviter, ainsi que les répétitions de liens vers un même terme.
- Les liens externes sont à placer uniquement dans une section « Liens externes », à la fin de l'article. Ces liens sont à choisir avec parcimonie suivant les règles définies. Si un lien sert de source à l'article, son insertion dans le texte est à faire par les notes de bas de page.
- La présentation des références doit suivre les conventions bibliographiques. Il est recommandé d'utiliser les modèles {{Ouvrage}}, {{Chapitre}}, {{Article}}, {{Lien web}} et/ou {{Bibliographie}}. Le mode d'édition visuel peut mettre en forme automatiquement les références.
- Insérer une infobox (cadre d'informations à droite) n'est pas obligatoire pour parachever la mise en page.

Pour une aide détaillée, merci de consulter Aide:Wikification.
Si vous pensez que ces points ont été résolus, vous pouvez retirer ce bandeau et améliorer la mise en forme d'un autre article.
 (juin 2022).
Si vous disposez d'ouvrages ou d'articles de référence ou si vous connaissez des sites web de qualité traitant du thème abordé ici, merci de compléter l'article en donnant les références utiles à sa vérifiabilité et en les liant à la section « Notes et références ».
Alexander Pinwinkler (né le 6 mai 1975 à Salzbourg) est un historien autrichien.

## Biographie
Alexander Pinwinkler reçoit en 1994 un diplôme du Kollegium Borromaeum Salzburg à Salzbourg. De 1994 à 1998, il fait des études d'histoire et de littérature allemande à l'université de Salzbourg, suivi d'un doctorat en histoire moderne. C'est avec sa thèse de doctorat, soutenue en 2001 et portant sur une biographie de Wilhelm Winkler, qu'il a commencé à s'intéresser au domaine de l'histoire de la science démographique au 20e siècle.
De 2001 à 2005, Pinwinkler a été assistant de recherche à l'Institut d'histoire de l'université de Salzbourg. De 2005 à 2008, il a poursuivi cette activité à l'Institut d'Histoire économique et sociale de l'Université de Vienne. En tant qu'assistant de recherche, il a travaillé sous la direction de Josef Ehmer sur un DFG portant sur la construction scientifique de la "population" dans l'historiographie germanophone du XXe siècle. En 2007, ces travaux de recherche ont été temporairement interrompus par un séjour d'un an à l'Université Louis Pasteur à Strasbourg. En tant que chercheur postdoctoral, il y a participé, sous la direction de Norbert Schappacher, à un projet sur l'histoire de la Reichsuniversität Strasbourg allemande (1941-1944), de 1994 à 1994.
En 2009/10, Pinwinkler a été nommé chercheur invité au Centre Marc-Bloch. (CMB) à Berlin, où il a obtenu une bourse d'habilitation de la Fazit-Stiftung Francfort/Main (2010), il a élaboré une étude sur les recherches historiques sur la population en Allemagne et en Autriche au 20e siècle, avec laquelle il a été Habilitation en octobre 2012 à l'Institut d'histoire économique et sociale de l'Université de Vienne et a été nommé Privatdozent en histoire contemporaine. En 2015/16, Pinwinkler a été professeur invité au département d'histoire de l'université de Salzbourg, et de 2016 à 2019, il a effectué des recherches dans la même institution en tant que Senior Scientist.
De 2021 à 2024, Pinwinkler travaillera avec l'historienne Maria Wirth à l'Institut d'histoire contemporaine de l'Université de Vienne sur un projet concernant l'histoire de l'Office autrichien des brevets. En outre, Pinwinkler est membre du comité consultatif des noms de rue de la ville de Salzbourg. En tant que collaborateur indépendant à la Fondation internationale Mozarteum, il effectue des recherches sur l'histoire de cette institution culturelle salzbourgeoise au 20e siècle.
Pinwinkler enseigne régulièrement en tant que professeur adjoint ou privatdozent à l'université de Salzbourg (depuis 2004) et de Vienne (depuis 2010). Il a également été chargé de cours aux universités de Leipzig (semestre d'hiver 2008/09), Innsbruck (semestre d'hiver 2012/13) et Linz (semestre d'été 2014).

## Distinctions et nominations
- 2014 Prix anniversaire des éditions Böhlau Vienne, décerné par l' Académie autrichienne des sciences[4].
- 2010 Prix Theodor-Körner pour la promotion des sciences et des arts[5]

## Écrits
Monographies
- La "génération des fondateurs" de l'Université de Salzbourg : biographies, réseaux, politique de nomination, 1960-1975. Böhlau, Vienne et autres 2020,  (ISBN 978-3-205-20937-9).
- Recherches historiques sur la population. L'Allemagne et l'Autriche au 20e siècle. Wallstein, Göttingen 2014,  (ISBN 978-3-8353-1408-5).
- avec Gudrun Exner, Josef Kytir : Bevölkerungswissenschaft in Österreich in der Zwischenkriegszeit (1918-1938) : Personen, Institutionen, Diskurse (= Schriften des Instituts für Demographie der Österreichischen Akademie der Wissenschaften. Vol. 18). Böhlau, Vienne et autres, 2004,  (ISBN 3-205-77180-X).
- Wilhelm Winkler (1884-1984) - une biographie. Zur Geschichte der Statistik und Demographie in Österreich und Deutschland (= Schriften zur Wirtschafts- und Sozialgeschichte. Vol. 75). Duncker & Humblot, Berlin 2003,  (ISBN 3-428-10864-7).

Éditions
- avec Oliver Rathkolb : Die Internationale Stiftung Mozarteum und der Nationalsozialismus. Influences politiques sur l'organisation, la recherche sur Mozart, le musée et la bibliothèque. Pustet, Salzbourg 2022,  (ISBN 978-3-7025-1022-0).
- avec Johannes Koll : Trop d'honneur ? Perspectives interdisciplinaires sur les honneurs académiques en Allemagne et en Autriche. Böhlau, Vienne et autres 2019,  (ISBN 978-3-205-20680-4).
- avec Michael Fahlbusch, Ingo Haar : Handbuch der völkischen Wissenschaften. Acteurs, réseaux, programmes de recherche. Avec la collaboration de David Hamann. 2e édition entièrement revue et augmentée. 2 vol. De Gruyter Oldenbourg, Berlin 2017,  (ISBN 978-3-11-042989-3)
- avec Thomas Weidenholzer : Se taire et se souvenir. Le problème du national-socialisme après 1945 (= La ville de Salzbourg sous le national-socialisme. Vol. 7). Archives municipales et statistiques de la ville de Salzbourg, Salzbourg 2016,  (ISBN 978-3-900213-31-2).
- avec Annemarie Steidl, Thomas Buchner, Werner Lausecker, Sigrid Wadauer, Hermann Zeitlhofer : Transitions et intersections. Histoire du travail, migration, population et histoire des sciences en discussion. Böhlau, Vienne et autres 2008,  (ISBN 978-3-205-77805-9).
- avec Josef Ehmer, Werner Lausecker : Bevölkerungskonstruktionen in Geschichte, Sozialwissenschaften und Politiken des 20. Jahrhunderts. Perspectives transdisciplinaires et internationales (= Historical Social Research/Historische Sozialforschung.) Sonderheft 31, no 4). Cologne 2006.

## Liens Web
- Modèle:Portal BDN
- Alexander Pinwinkler sur le site de l'Université de Vienne
- Alexander Pinwinkler sur le site du projet thomasmichels.at
- Prix d'anniversaire des éditions Böhlau 2014
- Alexander Pinwinkler sur Academia.edu